# Pantherodes colubraria
Pantherodes colubraria là một loài bướm đêm trong họ Geometridae.